# روما ليماس

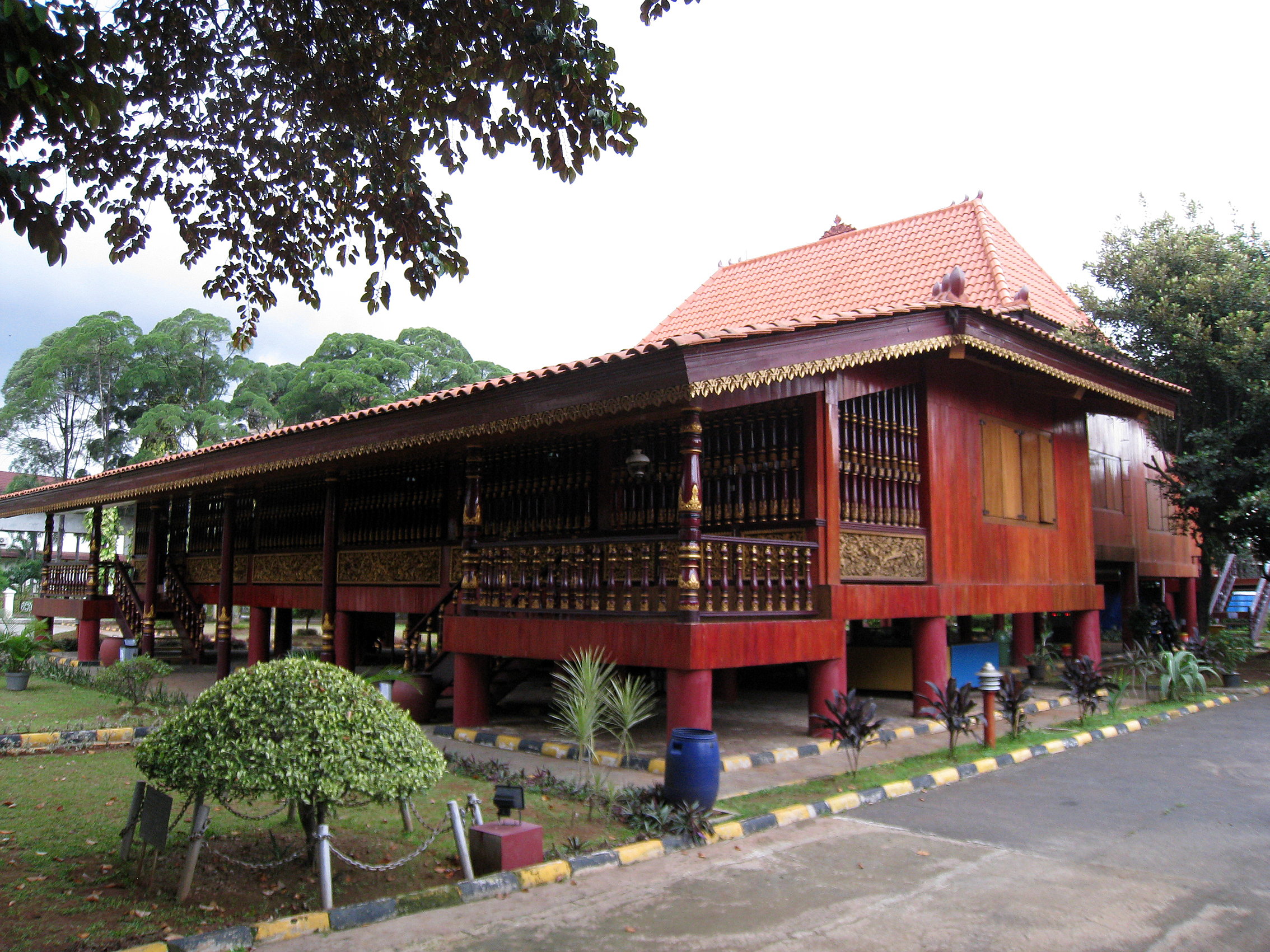
منزل ليماس مع طابقه النموذجي متعدد المستويات في جاكرتا

روما ليماس (بالإندونيسية: Rumah Limas) (أي "منزل ليماس") ، والمعروف أيضًا باسم روما باري ("أي البيت القديم") هو نوع من المنازل التقليدية الموجودة في فلمبان سومطرة الجنوبية بإندونيسيا. يمكن العثور عليه أيضًا في منطقة باتوراجا. تم بناء المنزل بشكل تقليدي من الخشب ويتم رفعه على ركائز، مع أرضية متدرجة أو متدحرجة تتكون من منطقتين إلى خمس مناطق على ارتفاعات مختلفة قليلاً، مع شرفة واسعة وسقف مميز. في فلمبان ترتبط هذه المنازل بالنبلاء وغيرهم من الأشخاص ذوي المكانة العالية.